# Карбоне, Бенито
Бенито Карбоне (итал. Benito Carbone; родился 14 августа 1971 года) — итальянский футболист, нападающий, также — футбольный тренер.

## Клубная карьера

### «Торино»
Карбоне начал свою карьеру в молодёжном составе «Торино». Скауты «туринцев» обнаружили Бенито, во время игры на юношеском чемпионате в составе любительского молодёжного клуба «Сицилия». 15 января 1989 года дебютировал в Серии А в основном составе «Торино», в матче против «Пизы» и сыграл еще три игры в этом сезоне. В том же сезоне «Торино» вылетел в Серию B, а в следующем сезоне он сыграл 5 игр за юниоров, не забив.

### Аренды в «Реджану», «Казертану», «Асколи»
В следующем сезоне игрока отправили в «Реджану», также играющей в серии B, где он сыграл 31 матч и забил пять мячей. В сезоне 1991/92, был отправлен в третий дивизион, в «Казертану» (31 матч с четырьмя забитыми голами). В следующий сезон Карбоне переехал в «Асколи» и сыграл 28 матчей, забив шесть мячей..